# Otto Erdmann (Filmarchitekt)
Otto Max Erdmann (* 17. Dezember 1898 in Berlin; † 23. Januar 1965 ebenda) war ein deutscher Filmarchitekt mit einer nahezu vier Jahrzehnte umspannenden Schaffensperiode.

## Leben und Wirken
Otto Erdmann hatte zunächst an der Kunstgewerbeschule und an der Akademie für Bildende Künste in Berlin studiert, ehe er 1921 als Architektenassistent unter dem berühmten Kollegen Paul Leni beim Film debütierte. 
Zwei Jahre darauf begann Erdmann seine Tätigkeit als Chefarchitekt an der Seite von Hans Sohnle, mit dem er die kommenden 15 Jahre als Team fest zusammenarbeitete. In dieser Zeit entwarf das Gespann Sohnle/Erdmann eine Fülle von filmhistorisch nicht allzu bedeutenden – Ausnahme: G. W. Pabsts Die freudlose Gasse – Kinoproduktionen. Erst 1938 trennten sich beide, und Erdmann ging seine eigenen Wege. Bis Kriegsende entwarf er die Bauten zu recht unterschiedlichen, meist wenig ambitionierten Unterhaltungsfilmen. Lediglich seine Dekors zu Helmut Käutners hoch gelobter Maupassant-Adaption Romanze in Moll, die die Welt des Pariser Großbürgertums und seiner Salons der Belle Epoque auf die Leinwand brachten, ragen künstlerisch heraus. 
In der Frühphase des Zweiten Weltkriegs schuf Erdmann die Dekorationen für zwei antibritische NS-Propagandastreifen Max W. Kimmichs (Der Fuchs von Glenarvon, Mein Leben für Irland), wenige Jahre nach Kriegsende für die DEFA aber auch die Filmbauten zu mehreren wiederum eklatant prokommunistischen Propagandafilmen. Darüber hinaus stattete er auch die angesehenen DEFA-Produktionen Ehe im Schatten und Der Biberpelz sowie die Opernverfilmung Die lustigen Weiber von Windsor aus.
Nach seiner Kreation spätmittelalterlicher Staffage in dem gestalterisch ebenso aufwändigen wie politisch stark tendenziösen DEFA-Porträt Thomas Müntzer über den gleichnamigen Bauernführer ging Erdmann 1956 in den Westen, wo er sein handwerkliches und schöpferisches Können auf zweitklassige Produktionen – Kriegsfilme, Krimis und Melodramen – beschränken musste.

## Filmografie
- 1923: Der Wetterwart
- 1924: Horrido
- 1924: Mutter und Kind
- 1924: Prater
- 1924: Die Frau im Feuer
- 1924: Das Mädel von Capri
- 1924: Das goldene Kalb
- 1925: Die freudlose Gasse
- 1925: Frauen, die man oft nicht grüßt
- 1925: Schatten der Weltstadt
- 1925: Die tolle Herzogin
- 1925: Der Wilderer
- 1926: Die dritte Eskadron
- 1926: Das Gasthaus zur Ehe
- 1926: Der dumme August des Zirkus Romanelli
- 1926: Hallo Caesar!
- 1927: Die Hochstaplerin
- 1927: Die leichte Isabell
- 1927: Der Sprung ins Glück
- 1927: Glanz und Elend der Kurtisanen
- 1927: Die weiße Sklavin
- 1927: Die Stadt der tausend Freuden
- 1927: Das Frauenhaus von Rio
- 1927: Die Sandgräfin
- 1928: Abwege
- 1928: Die Dame und ihr Chauffeur
- 1928: Marter der Liebe
- 1928: Fünf bange Tage
- 1928: Frauenraub in Marokko
- 1928: Ein Mädel mit Temperament
- 1928: Der geheime Kurier
- 1928: Der Adjutant des Zaren
- 1929: Mascottchen
- 1929: Sensation im Wintergarten
- 1929: Spielereien einer Kaiserin
- 1929: Das Land ohne Frauen
- 1930: Nur am Rhein
- 1930: Es gibt eine Frau, die Dich niemals vergißt
- 1930: Die große Sehnsucht
- 1930: Alraune
- 1931: Der Weg nach Rio
- 1931: Das gelbe Haus des King-Fu
- 1931: Dann schon lieber Lebertran
- 1931: Das Ekel
- 1931: Meine Frau, die Hochstaplerin
- 1931: Ehe m.b.H.
- 1932: Der tolle Bomberg
- 1932: Strafsache van Geldern
- 1932: Scampolo, ein Kind der Straße
- 1932: Gipfelstürmer
- 1933: Madame wünscht keine Kinder
- 1933: Ein gewisser Herr Gran
- 1933: Inge und die Millionen
- 1933: Hans Westmar
- 1934: Einmal eine große Dame sein
- 1934: Der schwarze Walfisch
- 1934: Ihr größter Erfolg
- 1934: Mein Leben für Maria Isabell
- 1935: Regine
- 1935: Einer zuviel an Bord
- 1935: Das Einmaleins der Liebe
- 1935: Der höhere Befehl
- 1936: Schabernack
- 1936: Eskapade
- 1936: Eine Frau ohne Bedeutung
- 1936: Fridericus
- 1937: Fremdenheim Filoda
- 1937: Das große Abenteuer
- 1937: Wie einst im Mai
- 1938: Der unmögliche Herr Pitt
- 1938: Eine Frau kommt in die Tropen
- 1939: Die Stimme aus dem Äther
- 1939: Der Florentiner Hut
- 1939: Fasching
- 1940: Der Fuchs von Glenarvon
- 1940: Mein Leben für Irland
- 1941: Immer nur Du
- 1941: Das andere Ich
- 1941: Ein Windstoß
- 1942: Der große Schatten
- 1942: Symphonie eines Lebens
- 1942: Romanze in Moll
- 1942/44: Philharmoniker
- 1943: Ich hab’ von dir geträumt
- 1944: Das Konzert
- 1944/46: Die Fledermaus
- 1944/48: Das kleine Hofkonzert
- 1944/50: Glück muß man haben
- 1946: Irgendwo in Berlin
- 1946: Kein Platz für Liebe
- 1947: Ehe im Schatten
- 1947: Die seltsamen Abenteuer des Herrn Fridolin B.
- 1948: Träum’ nicht, Annette!
- 1949: Der Biberpelz
- 1950: Die lustigen Weiber von Windsor
- 1951: Roman einer jungen Ehe
- 1951: Frauenschicksale
- 1952: Die Störenfriede
- 1953: Ernst Thälmann – Sohn seiner Klasse
- 1955: Ernst Thälmann – Führer seiner Klasse
- 1955: Thomas Müntzer
- 1956: Mein Vater, der Schauspieler
- 1956: Stresemann
- 1959: Lockvogel der Nacht
- 1959: Morgen wirst du um mich weinen
- 1959: Geheimaktion Schwarze Kapelle
- 1959: Strafbataillon 999
- 1960: Division Brandenburg
- 1961: Der Teufel spielte Balalaika
- 1961: Im Stahlnetz des Dr. Mabuse
- 1961: Unter Ausschluß der Öffentlichkeit
- 1961: Auf Wiedersehen